# قرچغای خان

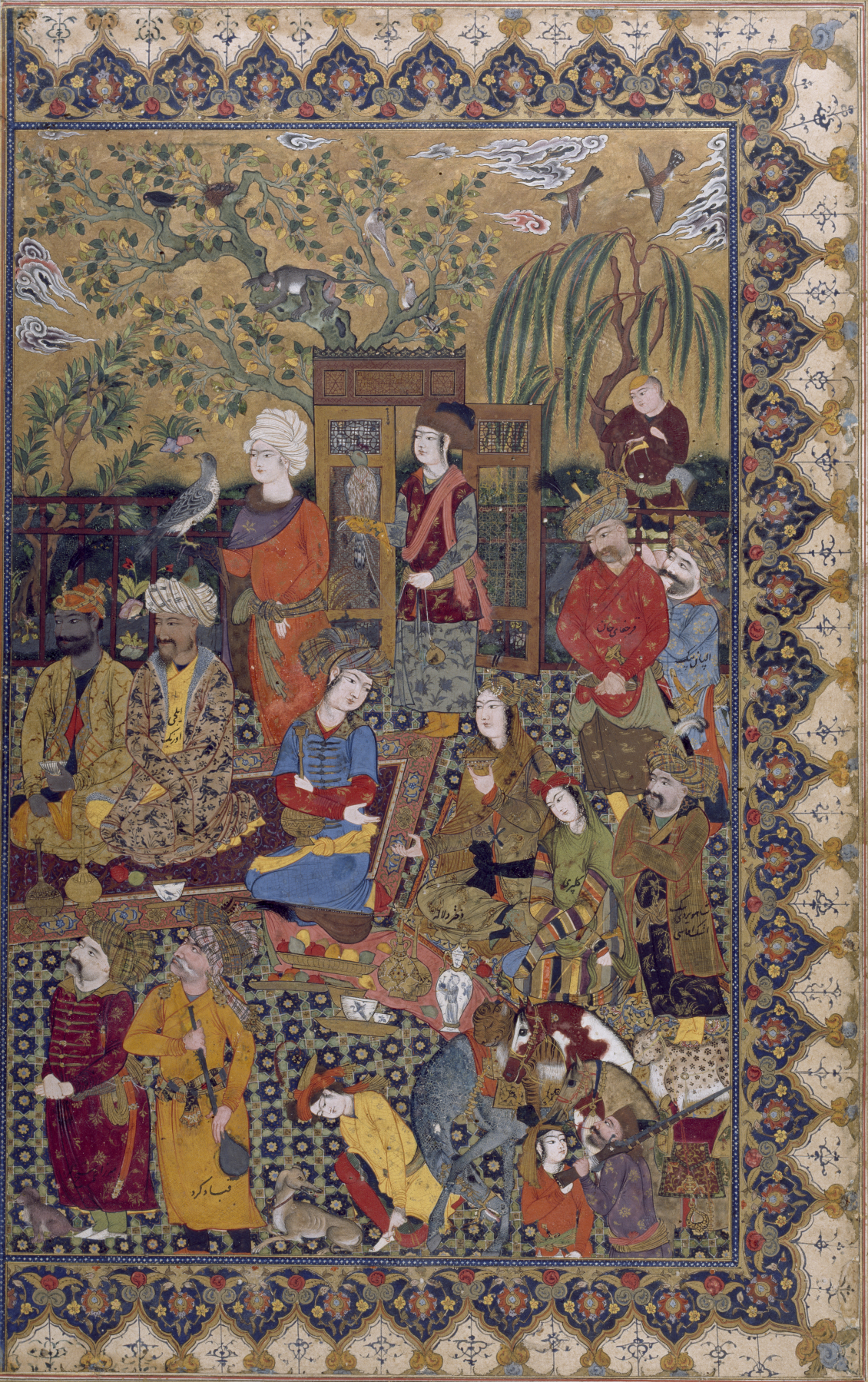
"یک صحنه از دربار" ایران حدود ۱۶۲۰ قرچغای خان ایستاده در سمت راست در یک کت قرمز با سبیل برجسته دیده می‌شود.

قرچغای خان (در گذشت ۱۶۲۵) از فرماندهان نظامی ایران عصر صفوی با اصالت ارمنی بود. شهرت وی برای جمع‌آوری مجموعه بزرگی از ظروف اقلام چینی و خدمات وفادارانه به شاه عباس است. قرچغای خان در حالی که فرماندهی یک مأموریت برای سرکوب شورشیان گرجستانی را بر عهده داشت، کشته شد.

## زندگی‌نامه
او یک مسیحی ارمنی در ایروان به دنیا آمد. قرچغای خان بود در دوران کودکی گروگان گرفته شد و به عنوان یک غلام در دربار صفوی پرورش یافت. کار خود را در کارگاه سلطنتی خیاطی آغاز کرد و به زودی در ارتش صفویه به عنوان افسر توپخانه برگزیده شد. در ۱۶۰۵، قرچغای بیگ، مسئول یک گروه از تفنگ داران تحت فرماندهی الله وردی خان— که او هم در اصل یک غلام گرجی بود— در پیروزی شاه عباس بر عثمانی، در صوفیان در نزدیکی تبریز کمک کرد.
در طول زندگی حرفه‌ای او در ارتش و دولت صفویه قرچغای خان مجموعه ای ارزشمند از ظروف چینی را جمع‌آوری که که او به شاه عباس در حدود ۱۶۱۰ تقدیم کرد. مدت کوتاهی پس از آن لقب مقرب الحضرت به او عطا شد که ویژه نزدیکان شاه بود. در ۱۶۱۶ او موفق به دریافت عنوان خان و به عنوان فرمانده کل قوا (سپهسالار ایران) در صفویه برگزیده شد،  یک سال پس از شکست از نیروهای عثمانی به رهبری خلیل پاشا، او فرماندار تبریز و همه آذربایجان شد، اما به زودی توسط شاه به ادامه خدمات خود به عنوان فرماندار مشهد در شمال شرقی خراسان در سال ۱۶۱۸ فرا خوانده می‌شود. هنگامی که عباس اول تصمیم گرفت نوه اش را به عقد سیمون دوم دراورد. در سال ۱۶۲۴، قرچغای خان به یوسف خان، که او نیز مسیحی ارمنی‌تبار و دوست دوران کودکی او بود، میزبان ضیافت در دوره اول عروسی باشد. در همان سال قرچغای خان به همراه افسر موراویی بیگ، فرمانده گرجی صفوی، شورشیان در گرجستان را مورد تنبیه قرار دادند.. موراوی بیگ با شورشیان دست به توطئه زدند و به‌طور غیرمنتظره کمپ ایرانیان در مارتغوپی را مورد حمله قرار دادند و قرچغای خان و یکی از پسرانش، امام وردی خان در این حمله کشته شدند. هر دو در یک مقبره خانوادگی در مشهد به خاک سپرده شدند.
از دیگر فرزندان قرچغای خان، ابو الفتح منوچهر خان (درگذشت ۱۶۳۶) به حکومت مشهد رسید و علی قلی خان بخشدار قم و مسئول کتابخانه شاهی شد. پسر منوچهر خان، قرچغای خان (درگذشت حدود ۱۶۶۸) هم فرماندار مشهد شد. همه آن‌ها به عنوان حامیان مالی از آموزش و فرهنگ شناخته می‌شدند.

## یادداشت
1. 1 2 3 4 5 6 7 8 9  Babaie 2004.
2. ↑  Floor 2001.
3. ↑  Floor 2008.
4. ↑  Floor & Herzig 2015.
5. ↑  Rayfield 2012.
6. ↑  Matthee 2011.